# Singabodes rarus
Singabodes rarus är en kvalsterart som beskrevs av Sandór Mahunka 1998. Singabodes rarus ingår i släktet Singabodes och familjen Carabodidae. Inga underarter finns listade i Catalogue of Life.